# 2022年海兰帕克游行枪击
2022年海兰帕克游行枪击是指發生於2022年7月4日的一起槍擊案。當天美国伊利諾伊州海兰帕克正举行美国独立日游行，結果游行开始后大约15分钟（北美中部时区10点14分），突然出現群体枪击案。槍手在一個大樓的頂部用步槍朝遊行人群無差別射擊。槍擊造成7人丧生（5人當場身亡，2人送醫搶救後不治身亡），48人受伤。100多名警察隨即衝向兇手所在的大樓。21岁的嫌犯罗伯特·尤金·克里莫三世 (Robert Eugene Crimo III)  停止射击並立即逃离现场。 大约於當天下午6点30分，兇手被逮捕。 

## 背景
案发的海兰帕克位于伊利诺伊州芝加哥以北25英里（40）处，是富人云集的近郊高尚住宅区。当天的美国独立日庆祝游行在当地时间上午10点举行，游行队伍从劳雷尔大道（Laurel Avenues）与圣约翰大道（St. Johns Avenues）十字路口出发，之后朝圣约翰大道向北行进，在中央大道（Central Avenue）向西转，最终来到日落公园（Sunset Park）。

## 过程

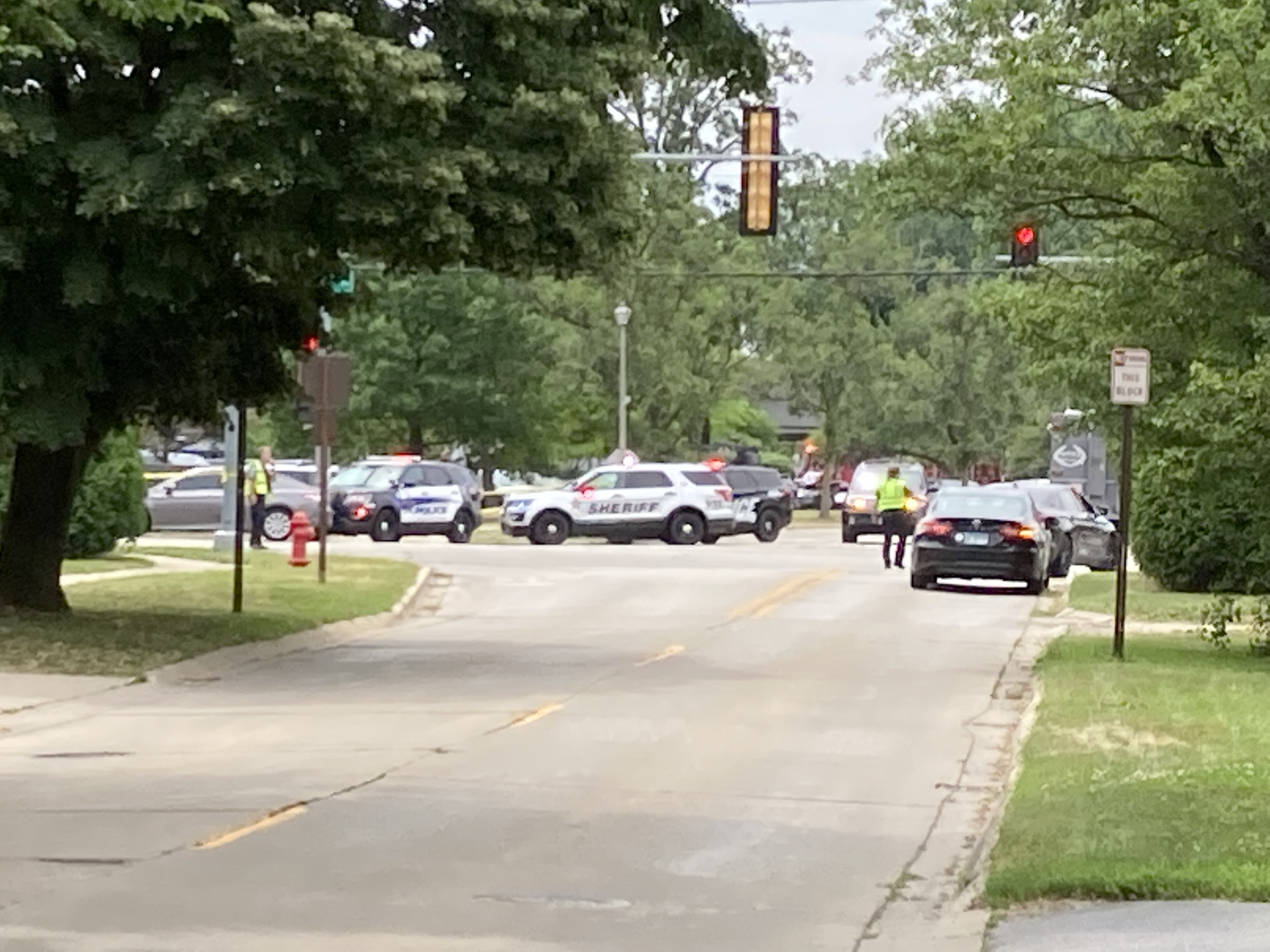
案发后抵达现场的警察

案发当天，枪手来到中央大道及第二大街西北角罗斯化妆品（Ross Cosmetics）店，利用大楼旁边的移动梯子登上屋顶的制高点，于上午10点14分持步枪从楼顶开火。枪响时，游行队伍还没有来到十字路口处。
在现场中枪的人士不仅有游行队伍中的人士，也有在场围观的群众。一开始有目击者表示至少5人中枪流血倒地，现场至少有20多次枪响。在急救人员抵达前，至少一名围观群众向伤者提供医疗救助。
《芝加哥太阳报》记者林恩·斯威特当时就在现场观看游行活动。根据她在现场拍摄的视频，枪响传出时，在一辆平板货车上表演的克莱兹默乐队依然在表演，与此同时许多观众开始四散逃离。社交媒体上有许多目击者拍摄的照片或视频。
多个部门派出100多名执法人员赶往枪击案现场。执法人员接近枪手所在大楼的时候，枪手停火，开始逃避抓捕，直至大约九个小时后落网。被捕时，枪手驾驶受损的2010款本田飞度与警方展开追逐，最终在萊克福雷斯特的41号公路与韦斯特利路（Westleigh Road）的交汇处被北芝加哥与莱克县治安官警队拦下。警方在案发现场找到枪手遗落的步枪，是史密斯威森軍警型M&P15半自動步槍，附有三个可装30发子弹的弹匣。
警方表示槍手身穿“女性裝束”，遮擋面部紋身，案發後混入四散逃離的民眾離開現場。海兰帕克市長南茜·羅特林認為槍手作案用的槍支是從合法渠道購得。枪手原本计划在作案后到威斯康星州麦迪逊攻击当地的独立日庆典，而且还准备了一把Kel-Tec SUB-2000卡賓槍，后来因为没有提前勘察环境而作罢。

## 兇手
21岁的罗伯特·尤金·克里莫三世（Robert Eugene Crimo III，2000年9月20日-）是海兰帕克當地人，也是一名说唱歌手和音乐家，曾以“Awake the Rapper”的艺名參與表演。克里莫在自己的YouTube频道上传了一些MV，最近期的MV出现了群体枪击案及被警察枪杀的人士，其中一部MV的旁白说“我需要挺身而出，这是我的天职”（I need to just do it. It is my destiny）。事发后频道被封禁。克里莫也经常造访一个分享死亡场景的网络论坛，几个礼拜前上传了一段斩首视频。此外，他还有自己的Discord服务器，这个服务器在案发后被4chan的人涌入，最终被封禁。
警方与克里莫有过两次交涉，一次是在2019年4月，当时克里莫的家人打来报警电话，说克里莫想自杀；另一次在2019年9月，当时他的家人报警说他想杀了他们，那一次警方收缴了16把刀、1把匕首和1把剑，但未指控罪名。三个月前的逾越節晚餐，克里莫闯入海兰帕克一座哈巴德中心，被要求离开；这个地方离案发现场有两个街区。

## 法律程序
克里莫在7月5号被指控7项一级谋杀罪。7月6日出席被捕后的首次听证会並承认所受指控。法官裁定他不得保释。
2022年7月27日，克里莫被控117项重罪，包括21项一级谋杀罪、3项致死罪、48项谋杀未遂罪、48项以子弹或弹片击中受害者的加重殴击罪。同年9月29日，案件的受害者家属向凶器制造商、两家枪店、枪手父亲及枪手本身提起诉讼。

## 影響
包括埃文斯顿、罗林梅多斯、斯科基、莫顿格罗夫、迪尔菲尔德、格伦维尤、格伦科、展望山、阿灵顿高地和诺斯布鲁克在内的多个芝加哥郊区在枪击事件发生后取消了原定於7月4日舉行的庆祝活动。 
格尼的六旗大美国不取消慶祝活動，不過當地取消了烟花表演。同样，芝加哥白袜队宣布他们与明尼苏达双城的棒球比赛不會暫停，但烟花表演將會被取消。 
伊利诺伊州州长J·B·普利兹克和芝加哥市长蘿莉·萊特富特发声明谴责事件，强调会为当地社群及警方提供一切协助。美国总统乔·拜登在庆祝独立日的讲话中称事件是“毫无意义的枪支暴力行为”，表示已派联邦执法部门协助搜捕枪手，同时要求采取更多控枪措施。在场观看游行的参议员朱莉·莫里森及众议员布拉德·施內德向死难者家属表达了哀悼之情。枪手克里莫的父母透过律师发表声明，向死难者家属表示慰问。
GoFundMe一项为双亲遇害的两岁男童筹款的活动收集到近300万美元善款。